# Рівнодіагональний чотирикутник

Рівнодіагональний чотирикутник, ромб Варіньона, з перпендикулярними бімедіанами

В евклідовій геометрії рівнодіагональний чотирикутник — це опуклий чотирикутник, дві діагоналі якого мають рівні довжини. Рівнодіагональні чотирикутники мали важливе значення в давній індійській математиці, де в класифікації насамперед виділялися рівнодіагональні чотирикутники, і лише потім чотирикутники поділялися на інші типи.

## Окремі випадки
Прикладами рівнодіагональних чотирикутників є рівнобічна трапеція, прямокутник та квадрат.

Рівнодіагональний дельтоїд, що максимізує відношення периметра до діаметра, вписаний у трикутник Рело

Серед усіх чотирикутників найбільше відношення периметра до діаметра має рівнодіагональний дельтоїд із кутами π/3, 5π/12, 5π/6 та 5π/12   .

## Опис
Опуклий чотирикутник має рівні діагоналі тоді й лише тоді, коли його паралелограм Варіньона, утворений серединами сторін, є ромбом. Еквівалентна умова — бімедіани чотирикутника (діагоналі параллелограма Варіньона) перпендикулярні.
Опуклий чотирикутник із довжинами діагоналей {\displaystyle p} і {\displaystyle q} та довжинами бімедіан {\displaystyle m} і {\displaystyle n} є рівнодіагональним тоді й лише тоді, коли
{\displaystyle pq=m^{2}+n^{2}.}

## Площа
Площу K рівнодіагонального чотирикутника можна легко обчислити, якщо відомі довжини бімедіан m і n . Чотирикутник рівнодіагональний тоді й лише тоді, коли
{\displaystyle \displaystyle K=mn.}
Це прямий наслідок факту, що площа опуклого чотирикутника дорівнює подвоєній площі паралелограма Варіньона і діагоналі в цьому паралелограмі є бімедіанами чотирикутника. Якщо використати формули довжин бімедіан, площу можна виразити в термінах сторін a, b, c, d рівнодіагонального чотирикутника та відстані x між серединами діагоналей
{\displaystyle K={\tfrac {1}{4}}{\sqrt {(2(a^{2}+c^{2})-4x^{2})(2(b^{2}+d^{2})-4x^{2})}}.}
Іншу формулу площі можна отримати, прийнявши p = q у формулі площі опуклого чотирикутника.

## Зв'язок з іншими типами чотирикутників
Паралелограм рівнодіагональний тоді й лише тоді, коли він є прямокутником, а трапеція рівнодіагональна тоді й лише тоді, коли вона є рівнобічною. Вписані рівнодіагональні чотирикутники є рівнобедреними трапеціями.
Існує двоїстість між рівнодіагональними чотирикутниками і ортодіагональними чотирикутниками — чотирикутник рівнодіагональний тоді й лише тоді, коли його паралелограм Варіньона має перпендикулярні діагоналі (тобто є ромбом), а чотирикутник має перпендикулярні діагоналі тоді й лише тоді, коли його паралелограм Варіньона рівнодіагональний (тобот є прямокутником). Еквівалентно, чотирикутник має рівні діагоналі тоді й лише тоді, коли його бімедіани перпендикулярні, і він має перпендикулярні діагоналі тоді й лише тоді, коли його бімедіани рівні. Сільвестер зауважив подальший зв'язок між рівнодіагональними і ортодіагональними чотирикутниками, узагальнивши теорему ван Обеля.
Чотирикутники, які одночасно ортодіагональні та рівнодіагональні, і в яких діагоналі не коротші за всі сторони чотирикутника, мають найбільшу площу відносно діаметра, що розв'язує випадок n = 4 задачі найбільшого за площею многокутника одиничного діаметра. Квадрат є одним із таких чотирикутників, але існує нескінченно багато інших. Рівнодіагональні чотирикутники з перпендикулярними діагоналями називають середньоквадратними чотирикутниками, оскільки це тільки ті чотирикутники, для яких паралелограм Варіньона (з вершинами в серединах сторін чотирикутника) є квадратом. Такі чотирикутники зі сторонами a, b, c та d мають площу:
{\displaystyle K={\frac {a^{2}+c^{2}+{\sqrt {4(a^{2}c^{2}+b^{2}d^{2})-(a^{2}+c^{2})^{2}}}}{4}}.}